# Mukatjevo
Mukatjevo (ukrainsk: Мукачево, ukrainsk udtale: [mʊˈkɑt͡ʃewo]; ungarsk: Munkács;) er en by i dalen ved floden Latorica i Zakarpatska oblast (provins), i det vestlige Ukraine. Den fungerer som administrativt centrum i Mukatjevo rajon (distrikt), men byen selv hører ikke til rajonen og er udpeget som en by af regional betydning, med samme status som en separat rajon. Byen er en jernbanecentrum og et motorvejsknudepunkt og har øl-, vin-, tobaks-, fødevare-, tekstil-, træ- og møbelindustri. Under Den kolde krig var den hjemsted for Mukatjevo luftbase og en radarstation.
Mukatjevo ligger tæt på grænserne til fire nabolande: Polen, Slovakiet, Ungarn og Rumænien. Byen har en befolkning på omkring 85.569 (2022) indbyggere. Byen er en traditionel højborg for det Rusinske sprog, og befolkningen i Mukatjevo er officielt rapporteret som 77,1 % etniske Ukrainere. Der er også betydelige mindretal af: Russere (9,0 %), Ungarerr (8,5 %), Tyskere (1,9 %) og Roma (1,4 %)
Indtil Anden Verdenskrig og Holocaust var Mukatjevo primært en jødisk by, og halvdelen af befolkningen var jødisk, mens resten af befolkningen var russere, ungarere, slovakker og andre minoriteter. Tidligere lå den i Tjekkoslovakiet og før det i Ungarn, men blev indlemmet i det sovjetiske Ukraine efter Anden Verdenskrig.